# Здзяр-Великий
Здзяр-Великий (пол. Zdziar Wielki) — село в Польщі, у гміні Старожреби Плоцького повіту Мазовецького воєводства.
Населення — 162 особи (2011).
У 1975-1998 роках село належало до Плоцького воєводства.

## Демографія
Демографічна структура станом на 31 березня 2011 року:
|          | Загалом | Допрацездатний вік | Працездатний вік | Постпрацездатний вік |
| -------- | ------- | ------------------ | ---------------- | -------------------- |
| Чоловіки | 89      | 12                 | 72               | 5                    |
| Жінки    | 73      | 12                 | 40               | 21                   |
| Разом    | 162     | 24                 | 112              | 26                   |